# NGC 248

NGC 248

NGC 248 هو عنقود نجمي، في كوكبة الطوقان.

## روابط خارجية
- NGC 248 على موقع ويكي سكاي: DSS2, SDSS, GALEX, IRAS, Hydrogen α, X-Ray, Astrophoto, Sky Map, Articles and images